# ナメストニチェストヴォ
ナメストニチェストヴォ（ロシア語: Наместничество）は、帝政ロシアで用いられた行政区画・行政単位である。ナメストニチェストヴォはナメストニクを行政の長とした。

## 歴史
帝政ロシアのエカテリーナ2世は、プガチョフの乱が急速に広まった原因を地方行政の不備にあるととらえ、行政改革に着手した。すなわち、従来の地方行政区分をより細分化し、全国を新たに50県、約250郡（ウエズド）に分けた。この新たな区分に対して用いられた名称がナメストニチェストヴォである。また、いくつかのナメストニチェストヴォを総括する総督（ゲネラル・グベルナートル(ru)）の任命や、1719年以降用いられてきた行政区分であるプロヴィンツィヤ（地区あるいは州。県と郡の中間に位置した）の廃止も併せて行われた。この行政改革は地方の貴族を組織して地方の行政と裁判に携わさせることも狙いとしており、ロシア史上初の地方自治の緒といえる。これらの行政改革は1775年11月発布の「全ロシア帝国の県行政のための基本法」（Учреждение для управления губерний Всероссийской Империй）に基づいている。
しかしエカテリーナ2世の跡を継いだパーヴェル1世が1796年にこの制度を廃止し、グベールニヤに戻したため、ナメストニチェストヴォは短期間で消滅した。以降、ヨーロッパ・ロシアではナメストニチェストヴォが設置されることはなかったが、1844年から1883年、また1905年から1917年にかけて、コーカサスにはカフカス・ナメストニチェストヴォ(ru)が、1903年から1905年の極東ロシアにはダリネヴォ・ヴォストーカ・ナメストニチェストヴォ（極東ナメストニチェストヴォ）(ru)が設置されていた。
なお、ナメストニチェストヴォ自体は『総督府』と直訳されることがあるが、日本語文献ではエカテリーナの1775年の改革による行政区分に対し、「県」の訳語をあてるものがある。